# Ernesto Castano
Ernesto Castano (2. května 1939 Cinisello Balsamo, Italské království – 5. ledna 2023) byl italský fotbalový obránce.
Fotbalovou kariéru začal v roce 1956 v druholigovém Legnanu, kde po jedné sezoně odešel do Triestiny, kde slavil po skončení sezony 1957/58 vítězství ve druhé lize a postup do nejvyšší ligy. Po oslavách jej koupil Juventus za který hrál nepřetržitě 12 sezon. Za tuhle dobu nastoupil celkem do 340 utkání a vstřelil 3 branky. Získal s ní tři tituly (1959/60, 1960/61, 1966/67) a také tři vítězství v italském poháru (1958/59, 1959/60, 1964/65). Fotbalovou kariéru ukončil v roce 1971 v dresu Vicenzi, kde odešel na poslední sezonu dohrát kariéru.
S italskou reprezentací vyhrál mistrovství Evropy roku 1968. V národním týmu nastoupil k 7 zápasům.

## Hráčská statistika
| Sezóna  | Klub      | Liga    | Liga   | Liga | Ligové poháry | Ligové poháry | Ligové poháry | Kontinentální poháry | Kontinentální poháry | Kontinentální poháry | Celkem | Celkem |
| Sezóna  | Klub      | Soutěž  | Zápasy | Góly | Soutěž        | Zápasy        | Góly          | Soutěž               | Zápasy               | Góly                 | Zápasy | Góly   |
| ------- | --------- | ------- | ------ | ---- | ------------- | ------------- | ------------- | -------------------- | -------------------- | -------------------- | ------ | ------ |
| 1956/57 | Legnano   | Serie B | 26     | 0    | -             | 0             | 0             | -                    | 0                    | 0                    | 26     | 0      |
| 1957/58 | Triestina | Serie B | 31     | 0    | IP            | 1             | 0             | -                    | 0                    | 0                    | 32     | 0      |
| 1958/59 | Juventus  | Serie A | 14     | 0    | IP            | 3             | 0             | -                    | 0                    | 0                    | 17     | 0      |
| 1959/60 | Juventus  | Serie A | 16     | 0    | IP            | 1             | 0             | -                    | 0                    | 0                    | 19     | 0      |
| 1960/61 | Juventus  | Serie A | 13     | 0    | IP            | 1             | 0             | -                    | 0                    | 0                    | 14     | 0      |
| 1961/62 | Juventus  | Serie A | 16     | 0    | IP            | 4             | 0             | PMEZ+Stř.P           | 1+5                  | 0+1                  | 26     | 1      |
| 1962/63 | Juventus  | Serie A | 34     | 0    | IP            | 3             | 0             | -                    | 0                    | 0                    | 37     | 0      |
| 1963/64 | Juventus  | Serie A | 26     | 0    | IP            | 2             | 0             | Vel.P                | 6                    | 0                    | 34     | 0      |
| 1964/65 | Juventus  | Serie A | 30     | 0    | IP            | 4             | 0             | Vel.P                | 11                   | 0                    | 45     | 0      |
| 1965/66 | Juventus  | Serie A | 27     | 0    | IP            | 2             | 0             | -                    | 0                    | 0                    | 29     | 0      |
| 1966/67 | Juventus  | Serie A | 30     | 0    | IP            | 5             | 0             | Vel.P                | 8                    | 1                    | 43     | 1      |
| 1967/68 | Juventus  | Serie A | 18     | 0    | IP            | 1             | 0             | PMEZ                 | 7                    | 0                    | 26     | 0      |
| 1968/69 | Juventus  | Serie A | 25     | 0    | IP            | 2             | 0             | Vel.P                | 3                    | 0                    | 30     | 0      |
| 1969/70 | Juventus  | Serie A | 16     | 0    | IP            | 3             | 0             | Vel.P                | 3                    | 1                    | 22     | 1      |
| 1970/71 | Vicenza   | Serie A | 5      | 0    | IP            | 0             | 0             | -                    | 0                    | 0                    | 5      | 0      |
| Celkem  | Celkem    | Celkem  | 327    | 0    | -             | 32            | 0             | -                    | 44                   | 3                    | 403    | 3      |

## Hráčské úspěchy

### Klubové
- 3× vítěz 1. italské ligy (1959/60, 1960/61, 1966/67)
- 1× vítěz 2. italské ligy (1957/58)
- 3× vítěz italského poháru (1958/59, 1959/60, 1964/65)

### Reprezentační
- 1× na ME (1968 – zlato)
- 1× na MP (1955–1960)

### Vyznamenání
Bronzová medaile za atletickou statečnost (1967) 

Stříbrná medaile za atletickou statečnost (1968) 